# Francisco de Paula Arró y Triay
Francisco de Paula Arró y Triay (San Andrés de Palomar, 1819-Barcelona, 1906) fue un médico español.

## Biografía
Nacido en la localidad barcelonesa de San Andrés de Palomar el 26 de mayo de 1819, estudió humanidades en el colegio de Carreras, filosofía con el abate Zafont, matemáticas y geología en la Real Academia de Ciencias Naturales y Artes, y física, química, agricultura y botánica en la Escuela de la Junta de Comercio. Siguió la carrera de medicina y cirugía y en 1842 recibió el título de bachiller y dos años después el de doctor. En 1844 fue nombrado médico de la Junta parroquial de Beneficencia de Santa María del Mar. En 1854 empezó a desempeñar el cargo de médico de la Compañía del ferrocarril de Mataró y desde la fusión de esta compañía con la de Granollers y Tarragona el de médico jefe del servicio sanitario de la Compañía de ferrocarriles de Tarragona a Barcelona y Francia.
Fue socio de mérito del Instituto Palentino de Ciencias Médicas y de la Academia de Emulación de Santiago de Galicia, fundador de la Sociedad industrial, de la Academia y laboratorio de ciencias médicas de Cataluña, corresponsal de la Academia quirúrgica mallorquina y del Instituto médico valenciano, de las Academias de medicina y cirugía de Barcelona, Zaragoza, Cádiz y Mallorca y de la Esculapio de Madrid. En los concursos de 1848 y 1853 la Real Academia de medicina y cirugía de Barcelona le otorgó una medalla de oro y en las de 1870 y 1877, áccesit y medalla de plata.
Fue director de La Abeja Médica Española (1845-1852), en la que colaboraron como redactores José Alberich y Casas y Francisco Doménech y Maranges; así como la Revista de Ciencias Médicas de Barcelona, en primera instancia junto a José Armenter y más adelante en solitario. También publicó la Enciclografía de Industria, Artes y Oficios, junto a Doménech, en 1847 y 1848. Fue igualmente autor o traductor de diversos opúsculos de carácter médico o estadístico. Falleció el 5 de noviembre de 1906 en Barcelona.